# Marcel Wyss
Marcel Wyss (Langnau im Emmental, 25 juni 1986) is een voormalig Zwitsers wielrenner. Hij werd in 2009 prof bij Cervélo TestTeam en reed het grootste deel van zijn loopbaan voor IAM Cycling. Toen dat team stopte, vond de Zwitser geen nieuw team.

## Belangrijkste overwinningen
2004
- Zwitsers kampioen op de weg, Junioren

2006
- 1ste etappe Vuelta al Goierri

2008
- Proloog Flèche du Sud
- Eindklassement Flèche du Sud
- Zwitsers kampioen tijdrijden op de weg, Beloften
- Zwitsers klimkampioen op de weg, beloften

2013
- Berner Rundfahrt

## Belangrijkste overige klasseringen
2009:
- 14de eindklassement Ronde van Romandië

2010:
- 9de eindklassement Ronde van Romandië

## Resultaten in voornaamste wedstrijden
| Jaar | Ronde van Italië | Ronde van Frankrijk | Ronde van Spanje |
| ---- | ---------------- | ------------------- | ---------------- |
| 2007 |                  |                     |                  |
| 2009 |                  |                     |                  |
| 2010 | 38e              |                     |                  |
| 2011 | 34e              |                     |                  |
| 2013 |                  |                     |                  |
| 2014 |                  | 32e                 |                  |
| 2015 |                  | 60e                 |                  |
| 2016 | 40e              |                     | 21e              |

| Jaar | Amstel Gold Race | Luik-Bast.‑Luik | Ronde van Lombardije | Waalse Pijl | Rund um den Henninger-Turm |  | Wereldranglijsten |
| ---- | ---------------- | --------------- | -------------------- | ----------- | -------------------------- |  | ----------------- |
| 2007 |                  |                 |                      |             | 5e                         |  |                   |
| 2009 |                  | 79e             | opgave               |             |                            |  |                   |
| 2010 | 77e              | 116e            | opgave               | 46e         |                            |  | 125e (UWK)        |
| 2011 |                  |                 |                      |             |                            |  |                   |
| 2013 |                  | 64e             | opgave               | 24e         |                            |  |                   |
| 2014 |                  |                 |                      | 101e        |                            |  |                   |
| 2015 |                  |                 | 55e                  |             |                            |  |                   |
| 2016 |                  |                 | opgave               | 73e         |                            |  |                   |

## Ploegen
- 2007- Atlas-Romer's Hausbäckerei
- 2008- Atlas-Romer's Hausbäckerei
- 2008- Scott-American Beef (stagiair)
- 2009- Cervélo TestTeam
- 2010- Cervélo TestTeam
- 2011- Geox-TMC
- 2012- Atlas Personal-Jakroo (tot 07/03)
- 2012- Team Netapp (vanaf 08/03)
- 2013- IAM Cycling
- 2014- IAM Cycling
- 2015- IAM Cycling
- 2016- IAM Cycling